# ヨコハマ鉄道模型フェスタ

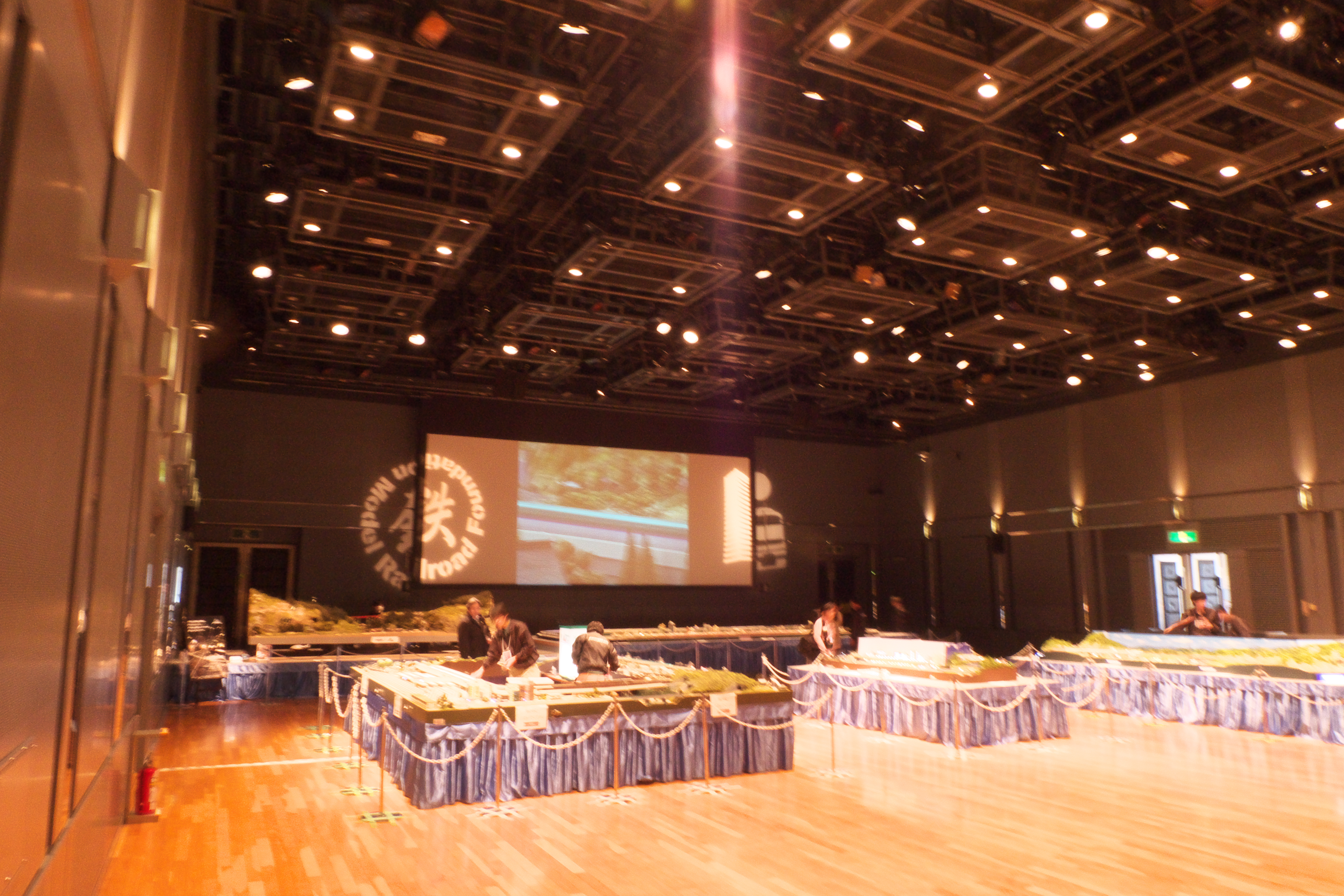
ヨコハマ鉄道模型フェスタ2013 鉄道模型運転エリア

ヨコハマ鉄道模型フェスタ（ヨコハマてつどうもけいフェスタ）は、鉄道模型振興会（カツミが主体）が毎年2月に横浜市のランドマークプラザで開催している鉄道模型イベントである。

## 概要
メーカー主催の鉄道模型展示会としては、夏の鉄道模型ショウや秋の日本鉄道模型ショウが有名だが、本フェスタは冬に開催されるイベントとして注目されている。開催は小規模ながら、メーカー側からは春の新製品を見せる場として、参加者側からは入場無料の鉄道イベントとして毎年賑わっている。過去には鉄道コレクションのイベント限定品が販売されたこともあり、徹夜参加者が出たこともある。
会場であるランドマークホールの至近にカツミ横浜店があり、毎年この時期限定でセールを行っている。またTOMIX、鉄道コレクションのイベント限定製品も当店で販売されている。ただし、マイクロエースは諸事情により出店を見送っている。
2021年と2022年は新型コロナウイルス感染症拡大の影響により、カツミから開催を中止することが発表されたが、2023年に再開された。

## 内容

### 鉄道模型運転エリア
TOMIX、KATO、グリーンマックス、カツミ、天賞堂のレイアウトが持ち込まれ、各社製品の運転展示が行われる。HOゲージ模型の運転が見られるのは数少ない機会といえる。時折ホールの照明を暗くして、夜行列車の雰囲気を見せる演出もされている。

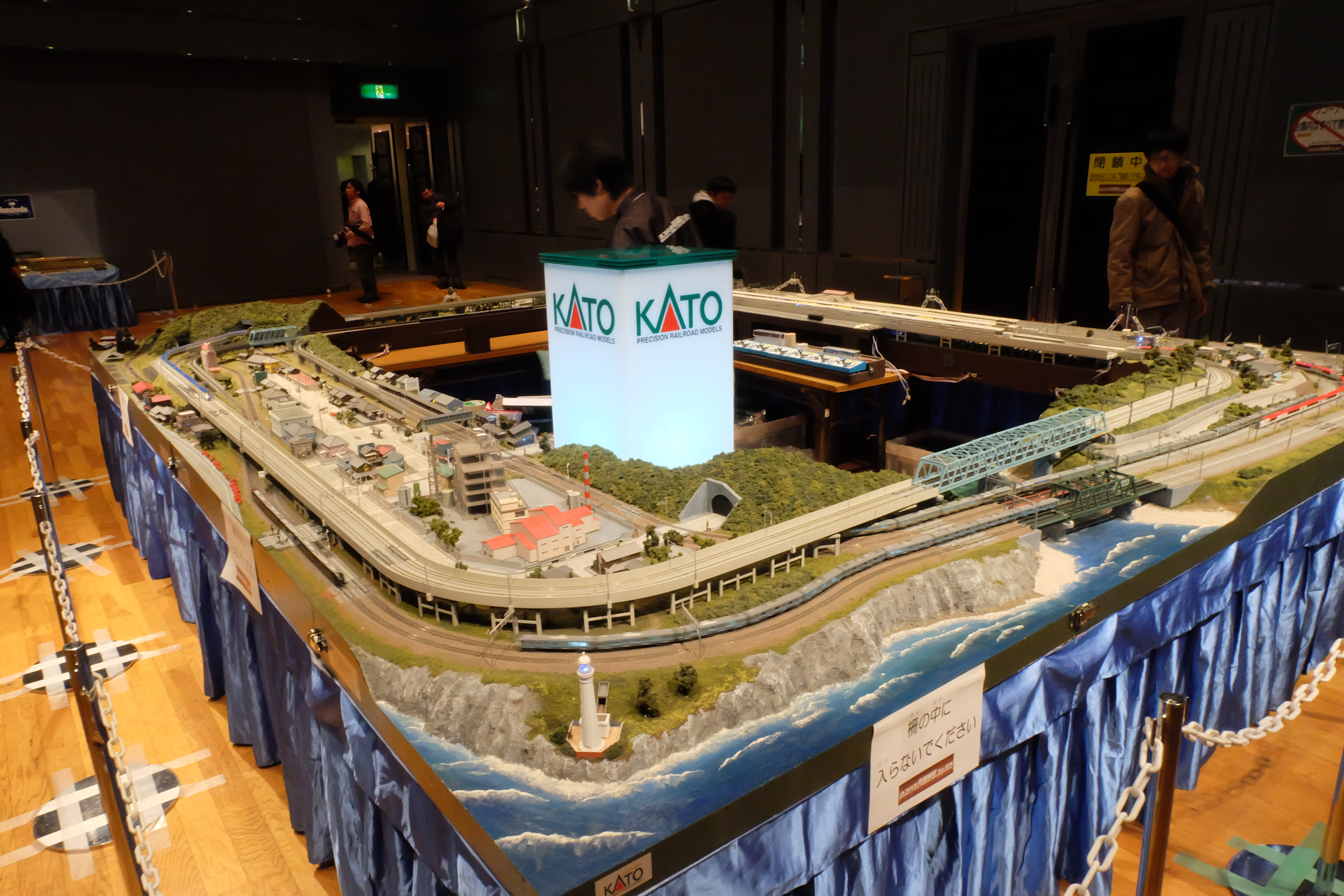
KATOのNゲージレイアウト
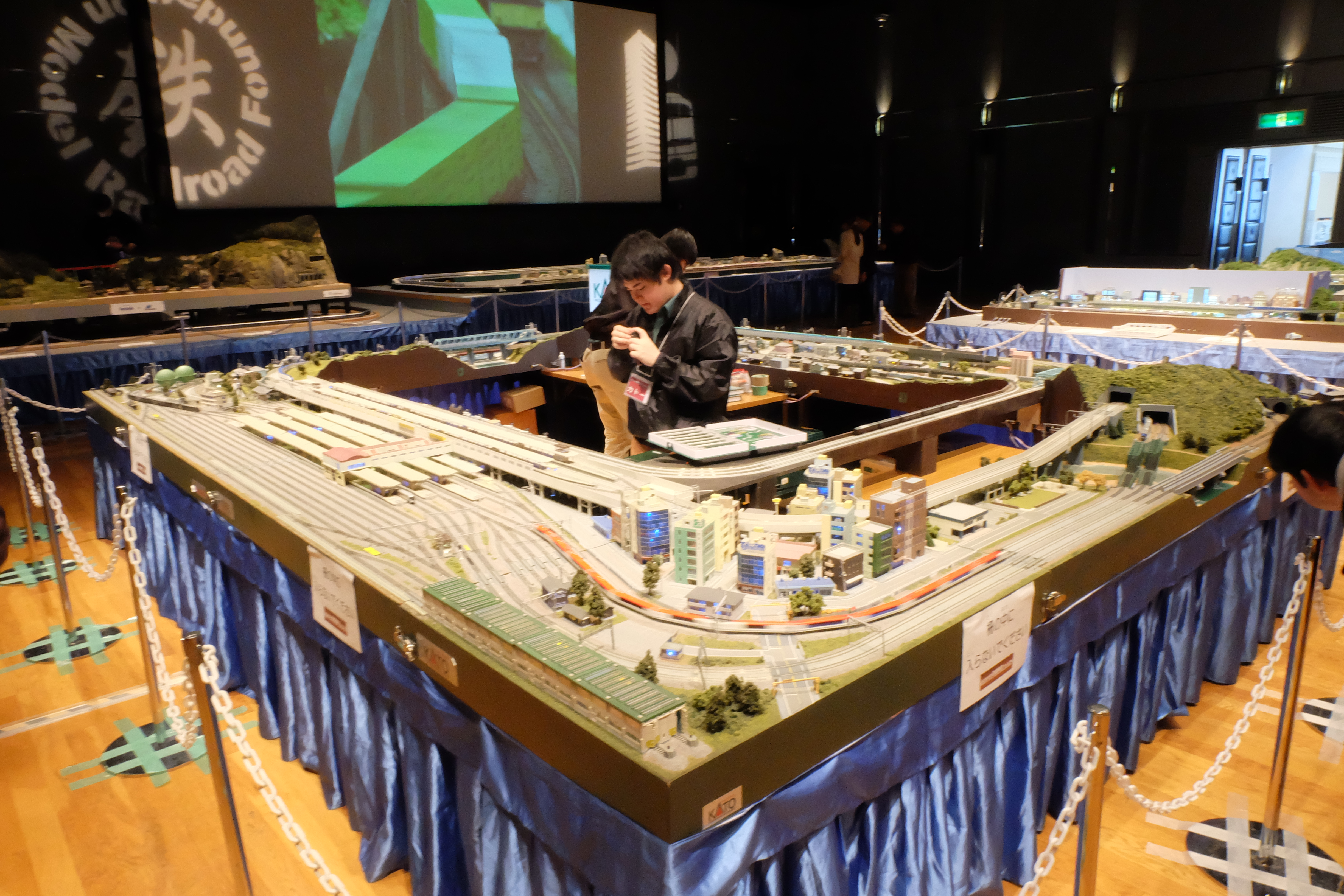
KATOのNゲージレイアウト
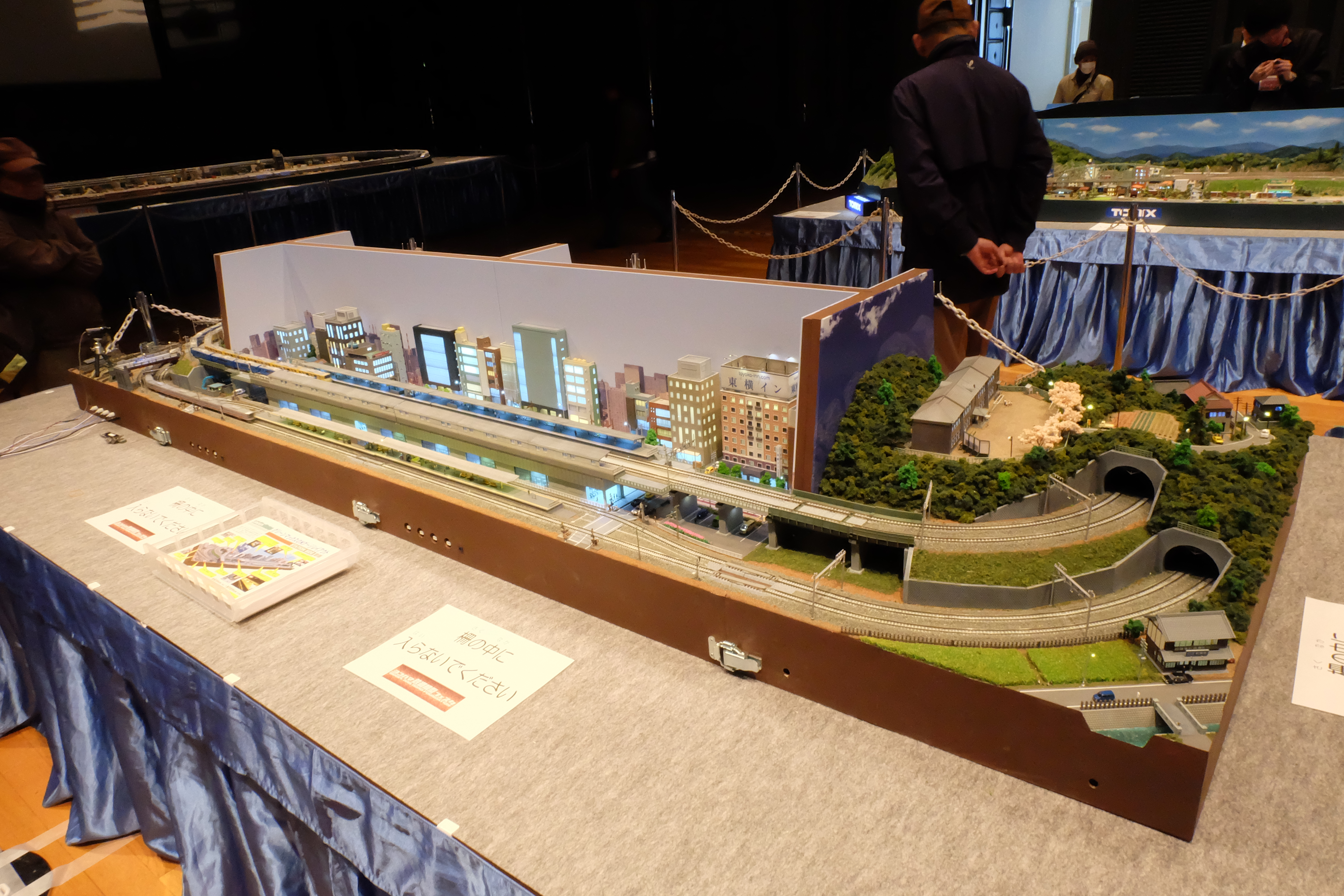
グリーンマックスのNゲージレイアウト
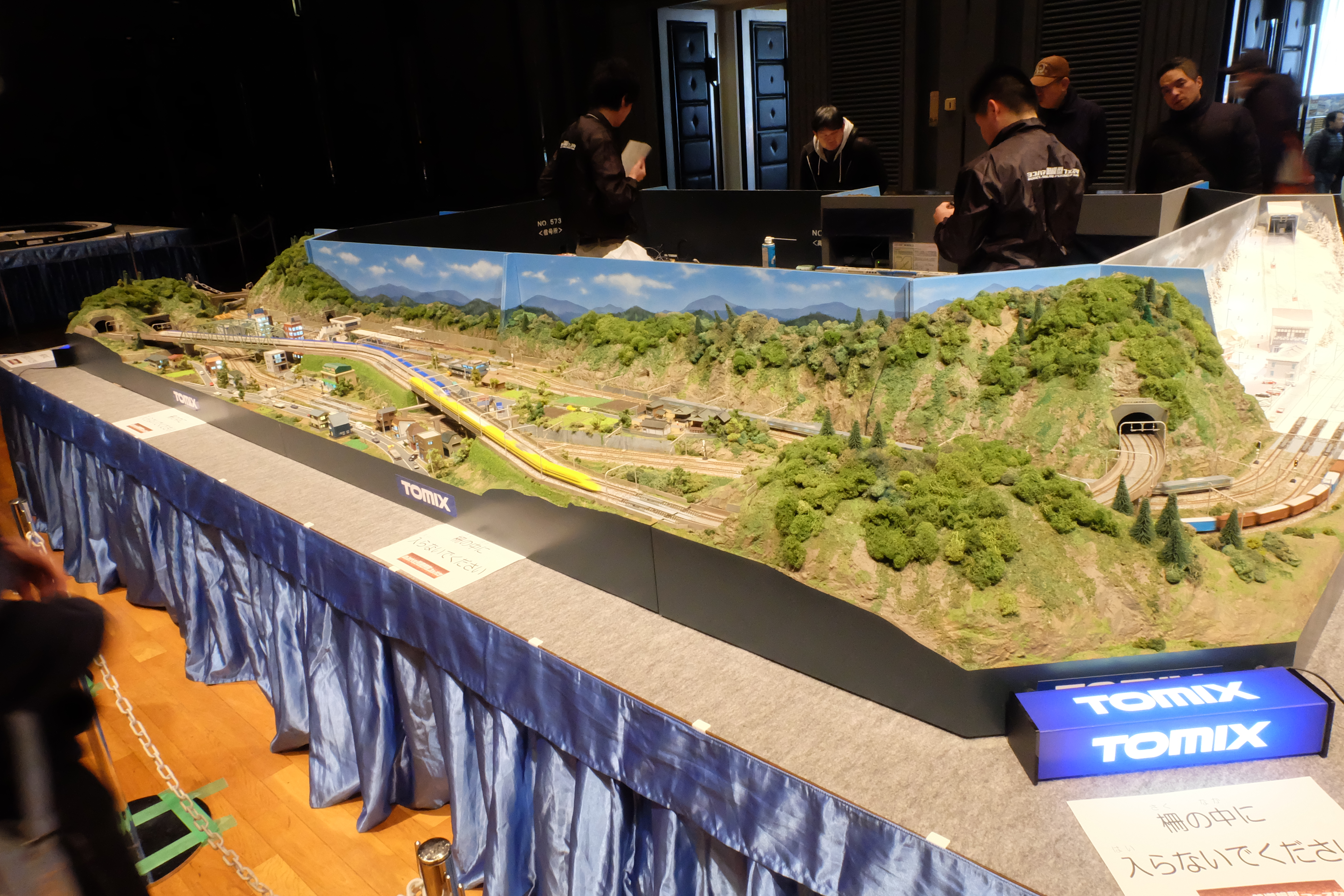
TOMIXのNゲージレイアウト
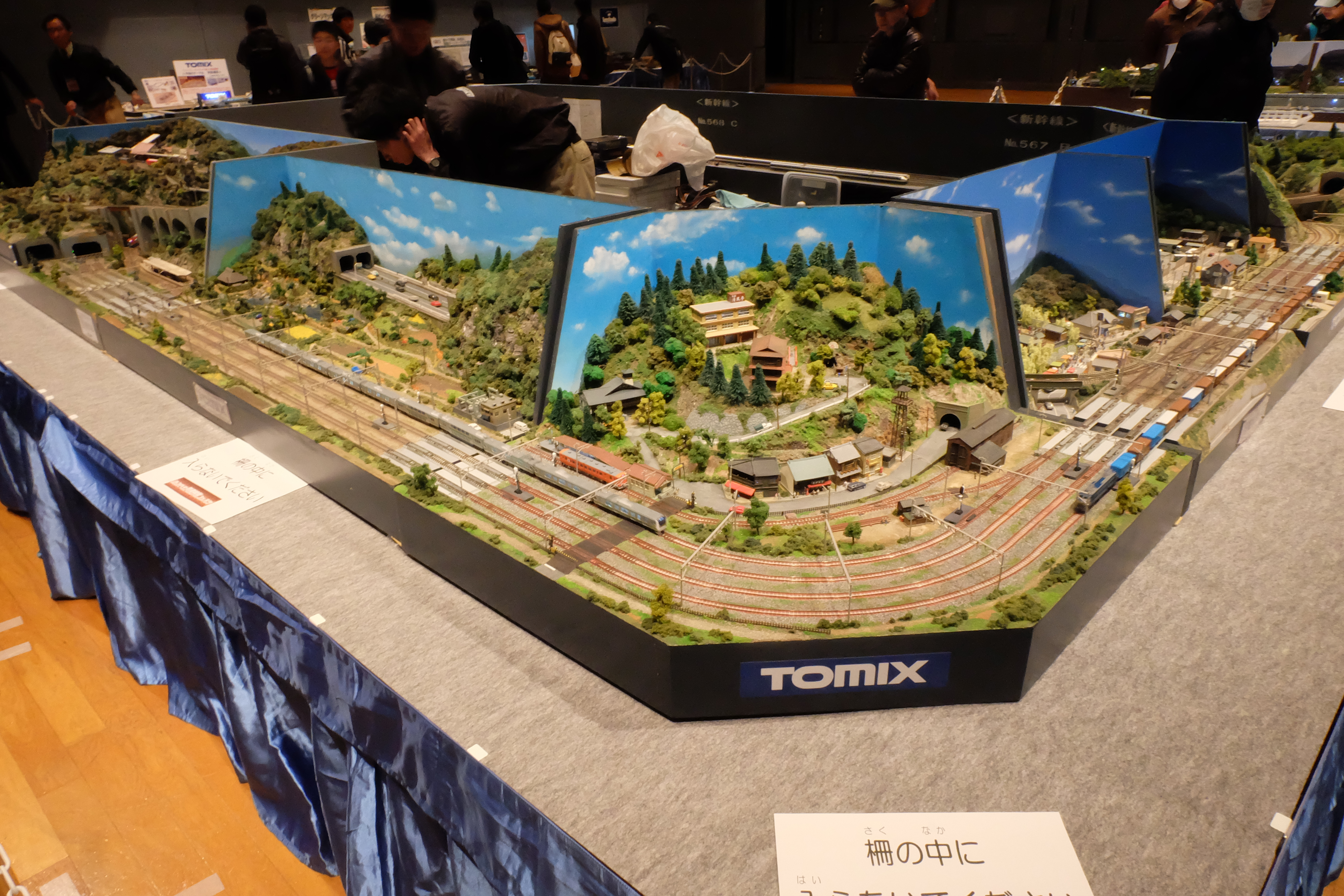
TOMIXのNゲージレイアウト
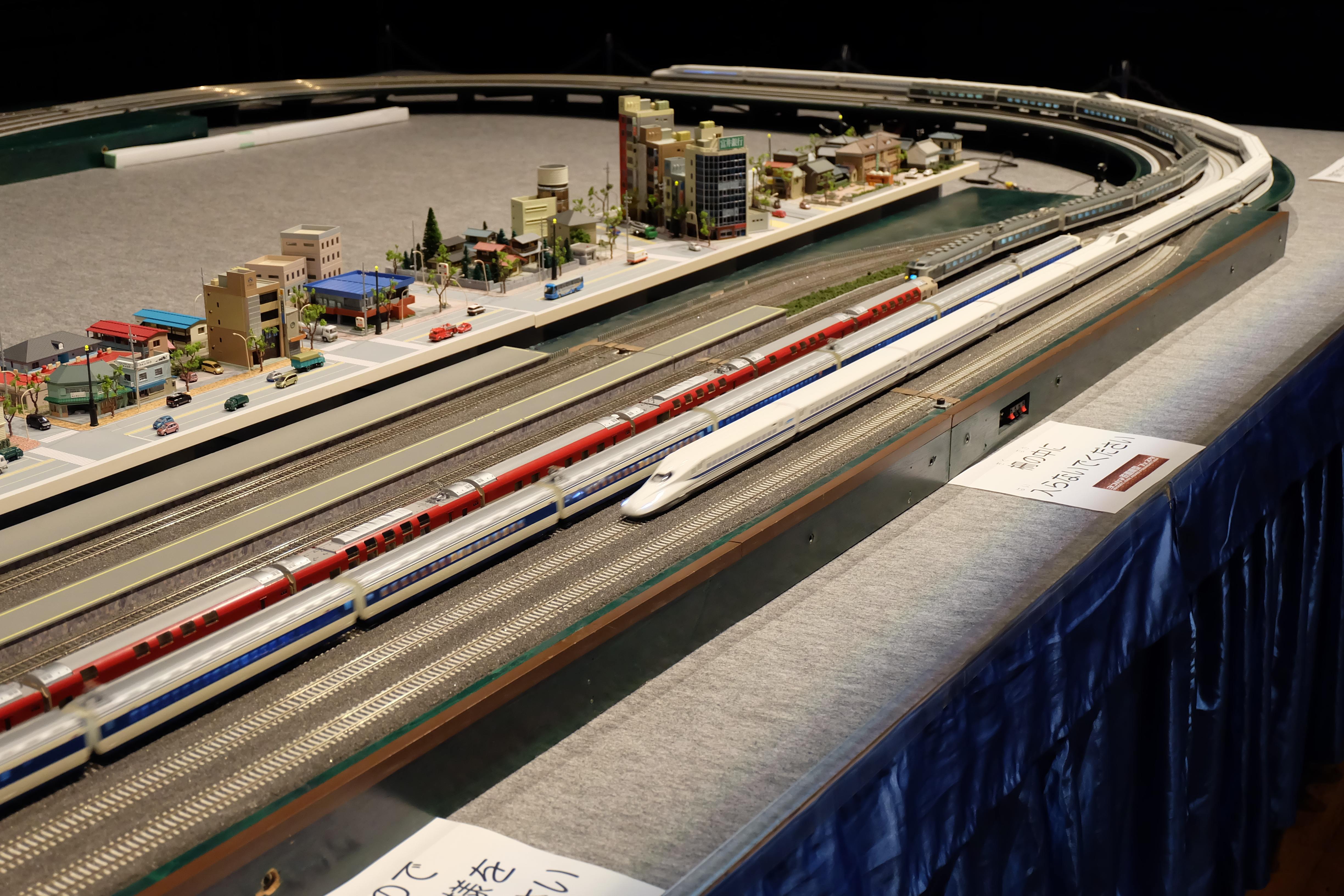
カツミのHOゲージレイアウト
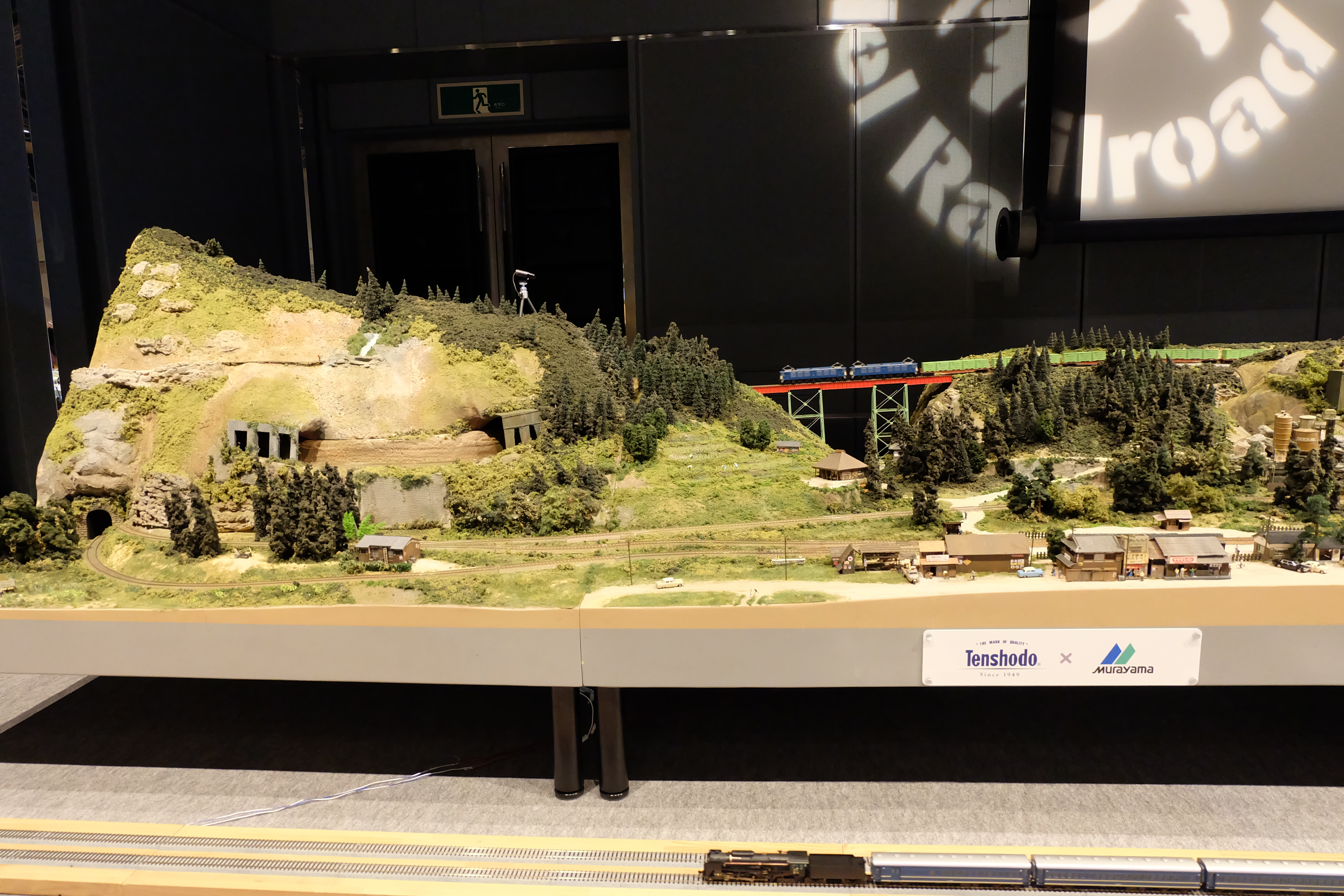
天賞堂のHOゲージレイアウト

### 新製品エリア

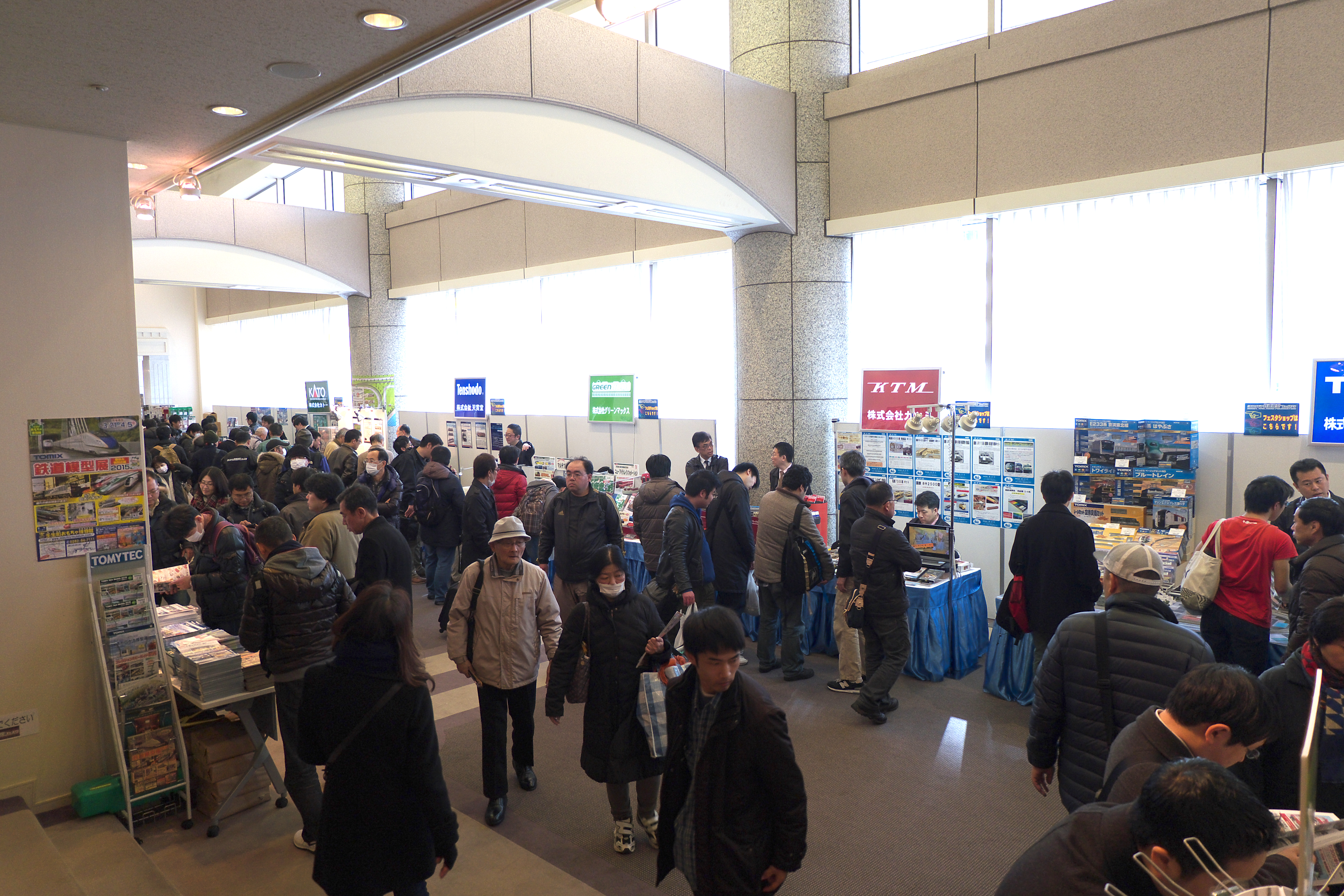
新製品エリア

出展各社の新製品が展示される。カツミ社員による16番ゲージ模型のハンダ付け実演も行われる。

### 販売エリア

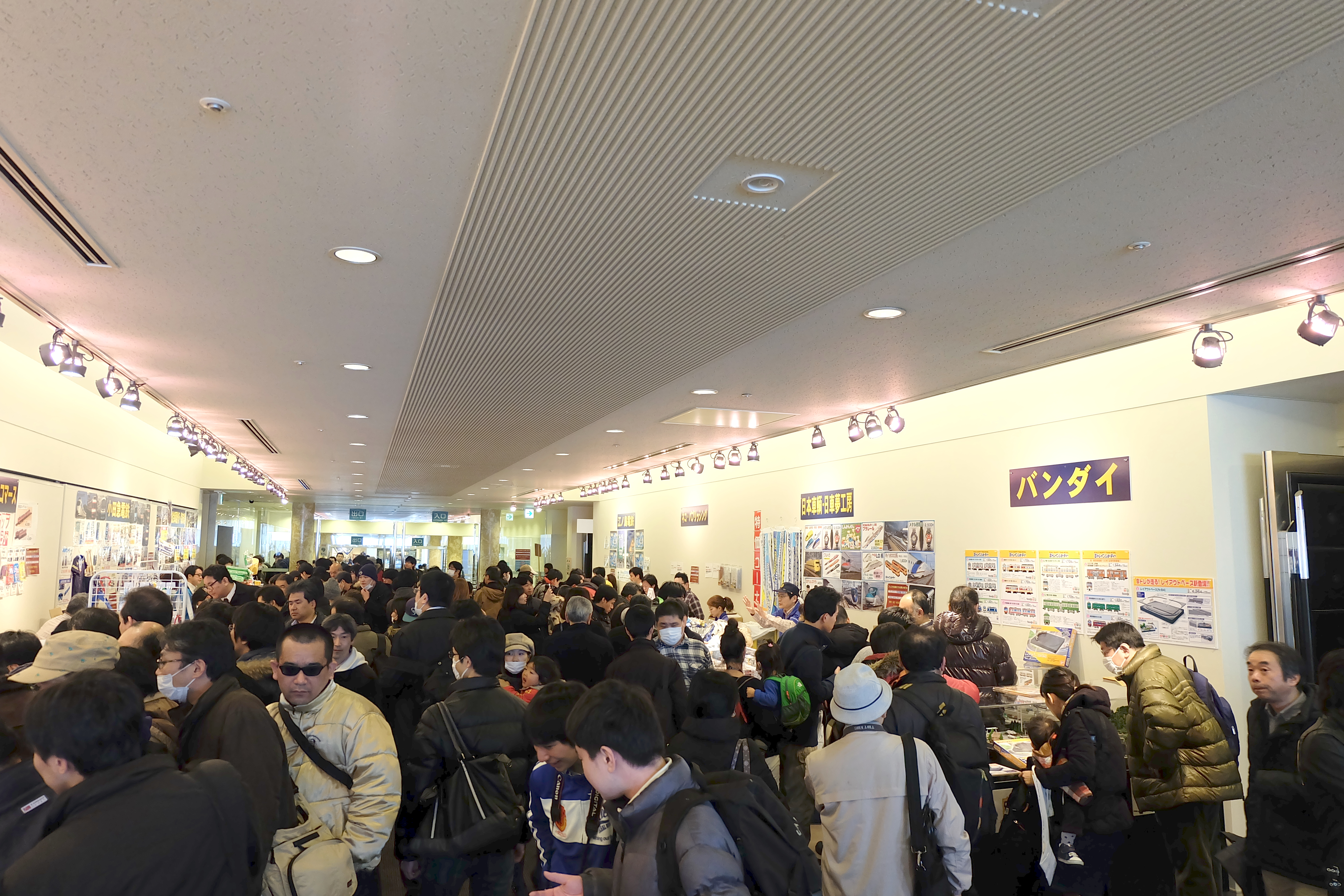
販売エリア

出展各社の鉄道関連書籍やグッズが販売される。横浜らしく神奈川に縁のある企業が多く出店する。